# Кандиду, Жуан
Жуан Канди́ду Фелизберту (Фелисберту, порт. João Cândido Felisberto; 24 июня 1880 — 6 декабря 1969) — афробразильский моряк, наиболее известный как лидер «Восстания плетей», возглавивший мятежных бразильских матросов на броненосце (дредноуте, линкоре) «Минас-Жерайс» 23—27 ноября 1910 года.

## Биография

### Ранние годы
Жуан Кандиду Фелисберту родился в Энкрусильяда-ду-Сул (Риу-Гранди-ду-Сул) в бедной афробразильской семье в 1880 году. Его отец и мать были бывшими рабами. Он поступил на службу в бразильский флот в 1894 году в возрасте 13 лет.
Условия жизни бразильских моряков в то время были суровыми, к тому же, будучи чернокожим, Фелисберто страдал от предубеждений со стороны белых офицеров бразильского флота. Несколько бразильских моряков были отправлены в Ньюкасл-апон-Тайн в Англии на два года, отведённые на строительство дредноута «Минас-Жерайс» (Minas Geraes) в ходе южноамериканской дредноутной гонки. Жуан Кандиду был в их числе с сентября 1909 по январь 1910 года. Оценив менее стеснённые условия жизни и большую свободу в Ньюкасле, Жуан Кандидо осознал всю неприемлемость условий на бразильском военно-морском флоте.
По возвращении моряки собирались на сходки в Рио-де-Жанейро, разрабатывая стратегию борьбы за прекращение телесных наказаний, все ещё применявшихся в ВМФ Бразилии, получившем в 1910 году два новых современных линкора. Так что едва новые линкоры вступили в строй, как на кораблях бразильского флота вспыхнуло крупное восстание против жестокого обращения офицеров с экипажами.

### Восстание 1910 года
В ноябре 1910 года порка за неповиновение чернокожего моряка Марселину Родригеса Менезиса в нарушение и без того жестоких правил ВМФ (250 ударов плетью вместо разрешённых 25, что являлось противозаконным; к тому же, она не была прекращена и после того, как матрос потерял сознание) стала поводом к восстанию, известному в Бразилии как «Revolta da Chibata» («Восстание плетей»). Заговорщики решили ускорить подготовку к выступлению и 21 ноября 1910 года начали его раньше запланированного срока. Восстала примерно половина моряков, находившихся в Рио-де-Жанейро (2379), причём лояльность оставшихся 2630 также вызывала у офицеров опасения.
Моряки взяли под свой контроль оба построенных в Англии бразильских линкора («Минас-Жерайс» и «Сан-Паулу»), а также два других крупных военных корабля (старый броненосец береговой обороны «Маршал Деодору» и новейший крейсер «Баия»). Мятежники избрали своим предводителем и командиром броненосца «Минас-Жерайс» Жуана Кандиду Фелисберту, получившего от бразильской прессы прозвище «Чёрный адмирал» (Almirante Negro). Захватив свои корабли (в процессе погибли несколько офицеров, остальных выгнали на берег), матросы подняли красный флаг с надписью «Родина и Свобода». На кораблях поддерживалась дисциплина, и по приказу Фелизберту всё спиртное было выброшено за борт. Требования восставших включали отмену «рабства на флоте», в частности пыток как формы наказания, и улучшение условий в ВМС Бразилии. Впрочем, бунт вскоре был подавлен, причем условия для моряков так и не изменились.
В течение трёх дней обе палаты Национального Конгресса, ведомые влиятельным политиком Руем Барбозой, приняли амнистию всем участникам восстания и запретили порку на флоте. Новый президент Бразилии Эрмес да Фонсека обещал выполнить требования восставших об отмене телесных наказаний и предоставить им амнистию, но едва восстание было прекращено, как правительство отказалось от этого обещания и обрушило на восставших репрессии. Многие участники восстания были арестованы, подвергнуты пыткам или убиты в тюрьме. Сам Фелисберту более двух лет находился в тюрьме, подвергся пыткам и заболел туберкулёзом, но через несколько месяцев оправился и в конце концов был освобожден.

### Последующая жизнь и память
После освобождения Кандиду Фелисберту впал в нищету, перебиваясь работой в порту за очень низкую зарплату. В 1930 году его снова арестовали, но вскоре освободили. В 1933 году он присоединился к фашистскому интегралистскому движению, подавление восстания которого в 1938 году привело к объявлению его вне закона.
Хотя интегрализм был окончательно дискредитирован, а Бразилия с 1942 года находилась в состоянии войны с фашистскими державами Оси, потерпевшими поражение в 1945 году, Жуан Кандиду Фелисберту до конца жизни продолжал заявлять, что горд быть интегралистом. Прожив позабытым в бразильском городе Сан-Жуан-де-Мерити и подвергаясь периодическим преследованиям, он умер от рака в 1969 году в Рио-де-Жанейро в возрасте 89 лет.
Несмотря на то, что руководитель восстания в итоге примкнул к ультраправым, левые профсоюзные организаторы рассматривали само выступление матросов как «героический пример рабочей борьбы». В Рио-де-Жанейро ныне установлена статуя Жуана Кандиду Фелисберту.